# Perro guardián

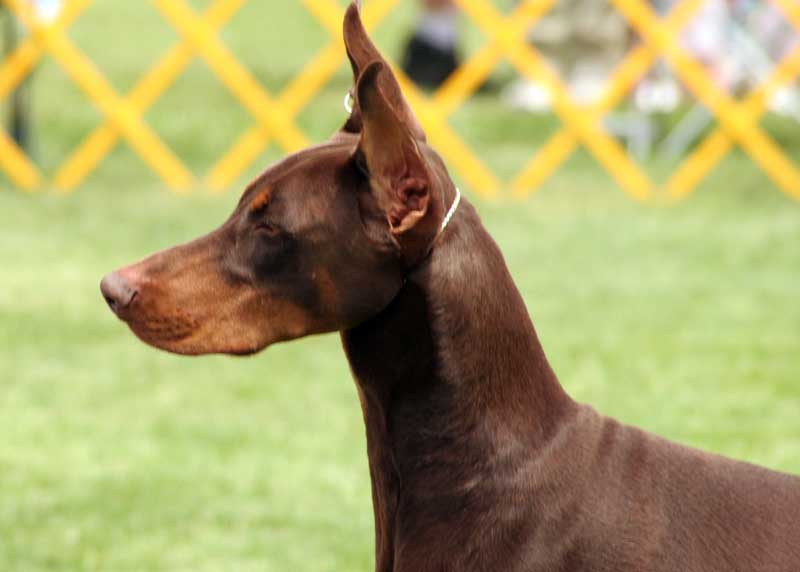
El dóberman es un perro guardián.

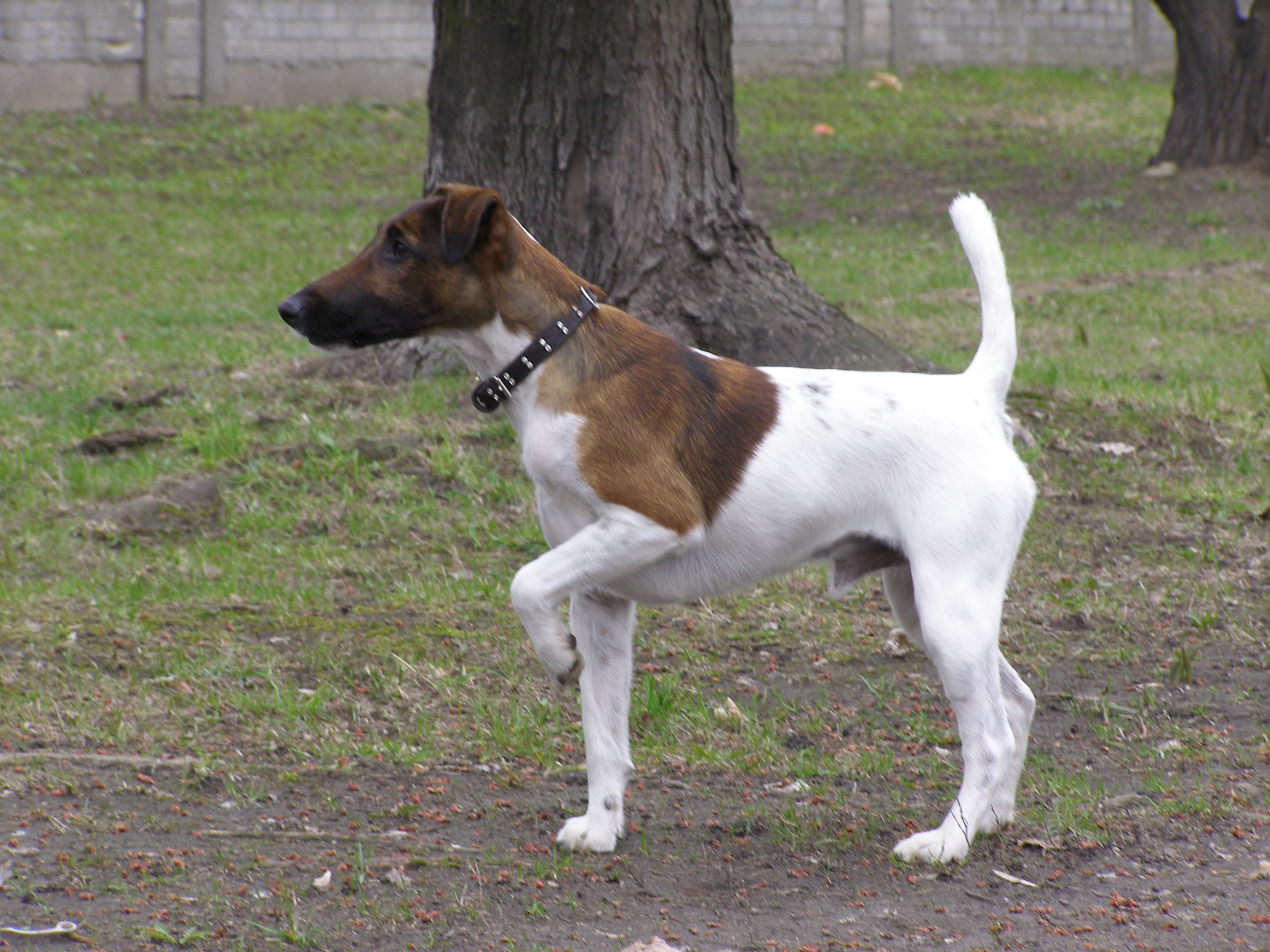
El fox terrier, ejemplo de perro vigilante.

Perro guardián es la denominación que reciben las razas caninas entrenadas para detectar y responder ante posibles amenazas, siendo los perros guardianes aquellos capacitados para repelerlas, mientras que aquellos que solamente alertan a sus propietarios se conocen como perros vigilantes o perros alertadores. Ninguno de los dos tipos debe de confundirse con el perro de ataque, o los destinados a tareas policiales o de seguridad, reciben entrenamiento especializado en Schutzhund o K9 deportivo, para morder, contener y liberar intrusos bajo comandos precisos de su manejador.
- Los perros guardianes poseen tamaño y fuerza suficientes para repeler potenciales amenazas. En caso de amenazas humanas, pueden entrenarse para mostrar agresividad hacia personas desconocidas. Posteriormente, se les confina en áreas específicas para proteger propiedades sin supervisión, como patios o almacenes, conocidos como perros de protección industrial. El estereotipo del perro de patio o trastero es un ejemplo común de perro de protección industrial, término que designa oficialmente a estos caninos entrenados para vigilar propiedades. El perro guardián de ganado vigila y defiende a rebaños de animales.

- Los perros vigilantes emiten ladridos intensos para alertar a sus propietarios sobre la presencia de intrusos, disuadiéndolos de acercarse. Su función se limita a la alarma, a diferencia de los perros guardianes, capaces de atacar. Razas como el Keeshond destacan como excelentes perros vigilantes debido a sus ladridos frecuentes, aunque carecen de comportamiento asertivo.

## Listado de perros guardianes
El siguiente es un listado de perros que además de ladrar para alertar a los dueños, repelen las amenazas:

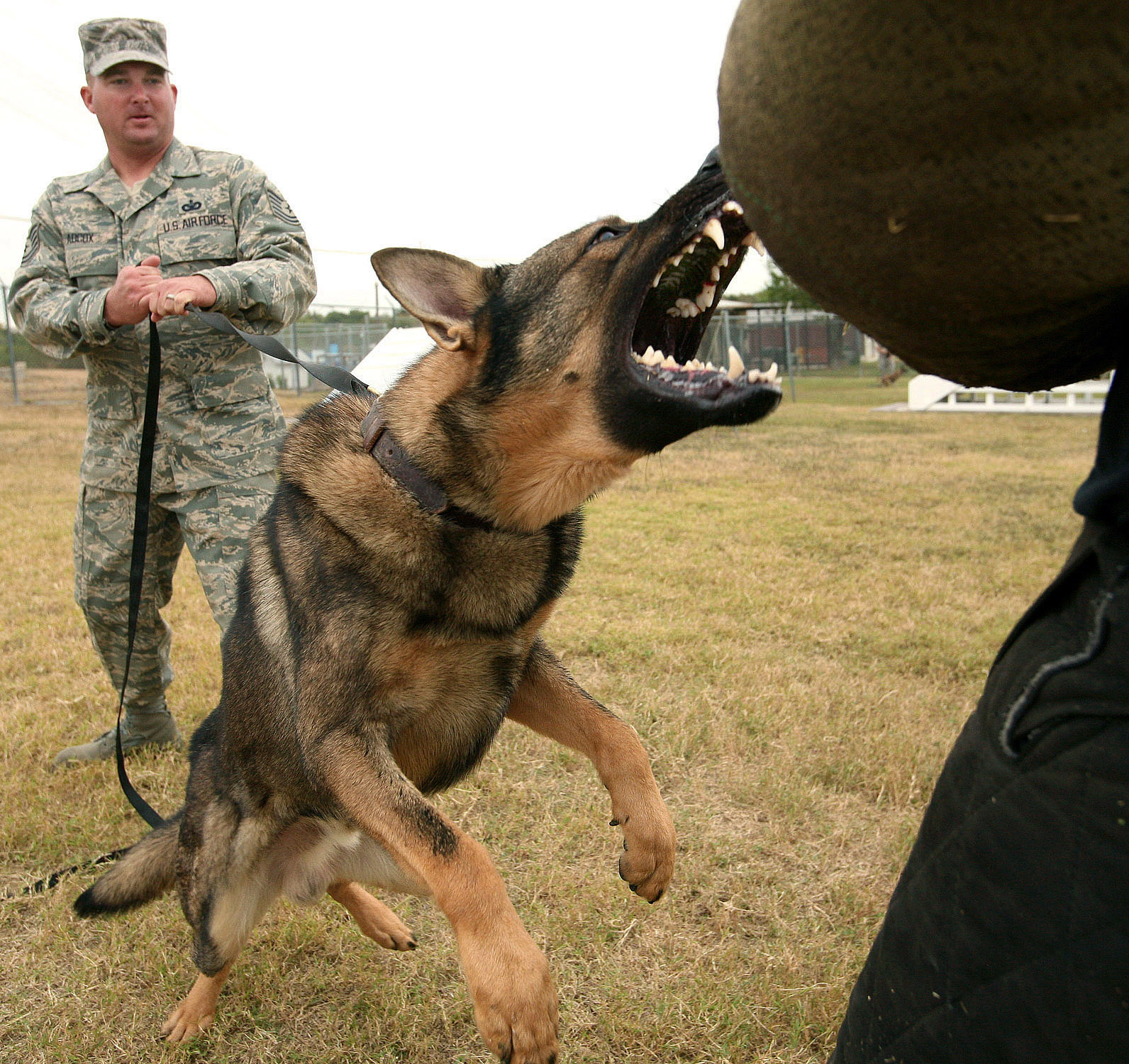
Este Pastor alemán está entrenado para morder en piernas y brazos, incapacitando sin matar

| - American Staffordshire terrier - American bully (bully xl) - Bulldog americano - Airedale terrier - Akbash - Pastor de Anatolia - Gampr armenio - Pastor ganadero australiano - Pastor belga (Malinois) - Terrier ruso negro - Boerboel - Boyero de Flandes - Bóxer - Bullmastiff - Bull terrier - Bandog - Mastín italiano (Cane Corso) - Presa canario | - Pastor caucásico - Chow Chow - Dóberman - Dogo argentino - Dogo de Burdeos - Pastor holandés - Mastín inglés - Fila brasileiro - Pastor de Georgia - Pastor alemán - Schnauzer gigante - Komondor - Kangal - Korean Jindo - Mastín de Kumaon | - Kuvasz - Leonberger - Mastín napolitano - Pastor de Maremma - Pit bull - Puli - Rhodesian Ridgeback - Rottweiler - Šarplaninac - Shar Pei - Mastín español - Schnauzer estándar - Dogo del Tíbet - Tornjak - Tosa Inu - Fox terrier |